# Aleksandr Deduškin
Aleksandr Valer'evič Deduškin (in russo Александр Валерьевич Дедушкин?; Ul'janovsk, 12 agosto 1981) è un ex cestista russo.

## Palmarès
- Coppa di Russia: 2

Ural Great Perm': 2003-04
Krasnye Kryl'ja Samara: 2011-12
- FIBA EuroCup Challenge: 1

Ural Great Perm': 2005-06